# Рюхель, Эрнст Филипп
Эрнст Фридрих Вильгельм Филипп фон Рюхель (нем. Ernst Friedrich Wilhelm Philipp von Rüchel; 21 июля 1754, Цеценов, Нижняя Померания — 13 января 1823, Гут Хаселау, Нижняя Померания) — прусский генерал.

## Биография
Был инспектором военно-учебных заведений, учредил военную вдовью кассу и инвалидные команды. Он считался выдающимся военным авторитетом и был одним из самых значительных военных деятелей школы Фридриха II: стремился неизменно сохранить в прусской армии тактику Фридриха Великого и содействовал тому, что среди прусских офицеров господствовало пренебрежительное отношение к Наполеону и французам.
В 1806 году фон Рюхель командовал армейским корпусом, с которым явился на поле сражения при Йене слишком поздно, когда главная армия под командованием князя Гогенлоэ уже отступала в беспорядке (причиной относительной неспешности Рюхеля была переданная ему депеша о том, что сражение с армией Наполеона идет нормально). Корпус Рюхеля, увидев наступающих французов, развернулся в боевой порядок и вступил во встречный бой с корпусом маршала Ланна. Первоначально прусским солдатам удалось задержать французов, но затем на их левый фланг вышел корпус маршала Сульта. Рюхель принял решение начать отход, прикрывшись контратаками своей кавалерии, но когда прусская кавалерия была скована боем, на правый фланг корпуса обрушилась масса кирасиров Мюрата. Прусский корпус был разбит и рассеян, сам фон Рюхель тяжело ранен и после Тильзитского мира вышел в отставку.
Когда Пруссия начала Освободительную войну в 1813 году , прусский король отказался дать ему командование, вероятно, из-за недоверия из-за связи Рюхеля с лидером повстанцев фон Шиллем (одна из дочерей Рюхеля была помолвлена с Шиллем в 1809 году), но главным образом потому, что он не ценил властную личность Рюхеля, а генерал бездействовал с 1807 года и поэтому знал о реорганизации прусской армии и новой тактической системе только понаслышке. Кроме того, поскольку Рюхель был старше Блюхера, его следовало бы назначить на более высокую должность. Подчиненная должность, которую Рюхель запросил вместо этого, для короля была исключена, так как она не соответствовала бы статусу генерала пехоты. Последние годы своей жизни Рюхель провел в уединении в Гут-Хазелеу в Померании .

## Награды
- Орден «Pour le Mérite» (21 июня 1790, королевство Пруссия)[3]
- Орден «Pour la vertu militaire» (30 октября 1792, ландграфство Гессен-Кассель)[4]
- Орден Золотого льва (30 октября 1800, ландграфство Гессен-Кассель)[5]
- Орден Чёрного орла (18 мая 1802, королевство Пруссия)[6]
- Орден Красного орла (18 мая 1802, королевство Пруссия)